# Мугинов, Рафаэль Шарипович
Рафаэль Шарипович Мугинов (тат. Рафаил Шәрип улы Мөгыйнов, Rafail Şärip ulı Möğıynov, род. 1929) — полковник внутренней службы в отставке, начальник Казанского юридического института МВД России (1984—1993).

## Биография
Родился 29 января 1929 года в селе Сарманово Татарской АССР.
В 1950 году окончил Казанский юридический институт (бывший Институт советского права, ныне Казанский университет). По окончании вуза, в 1950—1952 годах работал следователем прокуратуры Мортовского района Татарской АССР. В 1952—1958 годах — помощник прокурора прокуратуры Мамадышского района Татарской АССР. В 1958—1965 годах работал старшим следователем, прокурором следственного отдела, старшим помощником прокурора по кадрам Прокуратуры ТАССР.
В 1965 году Рафаэль Шарипович был переведен в отдел административных органов Татарского обкома партии на должность инструктора. В июне 1970 года назначен на должность заместителя министра внутренних дел республики по кадрам и проработал в этой должности 14 лет. В мае 1985 года был назначен на должность начальника отделения Московского филиала Юридического заочного обучения при Академии МВД СССР, где проработал по 1993 год. В 1993—1994 годах работал старшим преподавателем этого же вуза, а позже был заместителем начальника и начальником отдела кадров Казанского филиала Юридического института МВД России.
Также Мугинов занимался общественной деятельностью — в период с 1970 по 1980 год он Совет ФСО «Динамо» Татарской АССР.
В феврале 2019 года в Казанском юридическом институте МВД России состоялось чествование Рафаэля Шариповича Мугинова по случаю его 90-летия, где ему в торжественной обстановке вручили общественную награду «За службу в милиции». В 92-ю годовщину рождения Р. Ш. Мугинова у него в гостях побывала делегация института.

## Заслуги
- Награждён орденом «Знак Почета» (1967, за образцовое выполнение служебного долга), а также медалями.
- В 1979 году присвоено почетное звание «Заслуженный работник МВД» (за успехи в работе).
- Удостоен Почётных грамот Президиума Верховного Совета Татарской АССР и МВД СССР.
- В 2018 году получил Благодарственное письмо Председателя Государственного Совета Республики Татарстан.[4]